# Ophthalmolampis insociabilis
Ophthalmolampis insociabilis är en insektsart som beskrevs av Marius Descamps 1983. Ophthalmolampis insociabilis ingår i släktet Ophthalmolampis och familjen Romaleidae. Inga underarter finns listade i Catalogue of Life.